# Offset (antena)

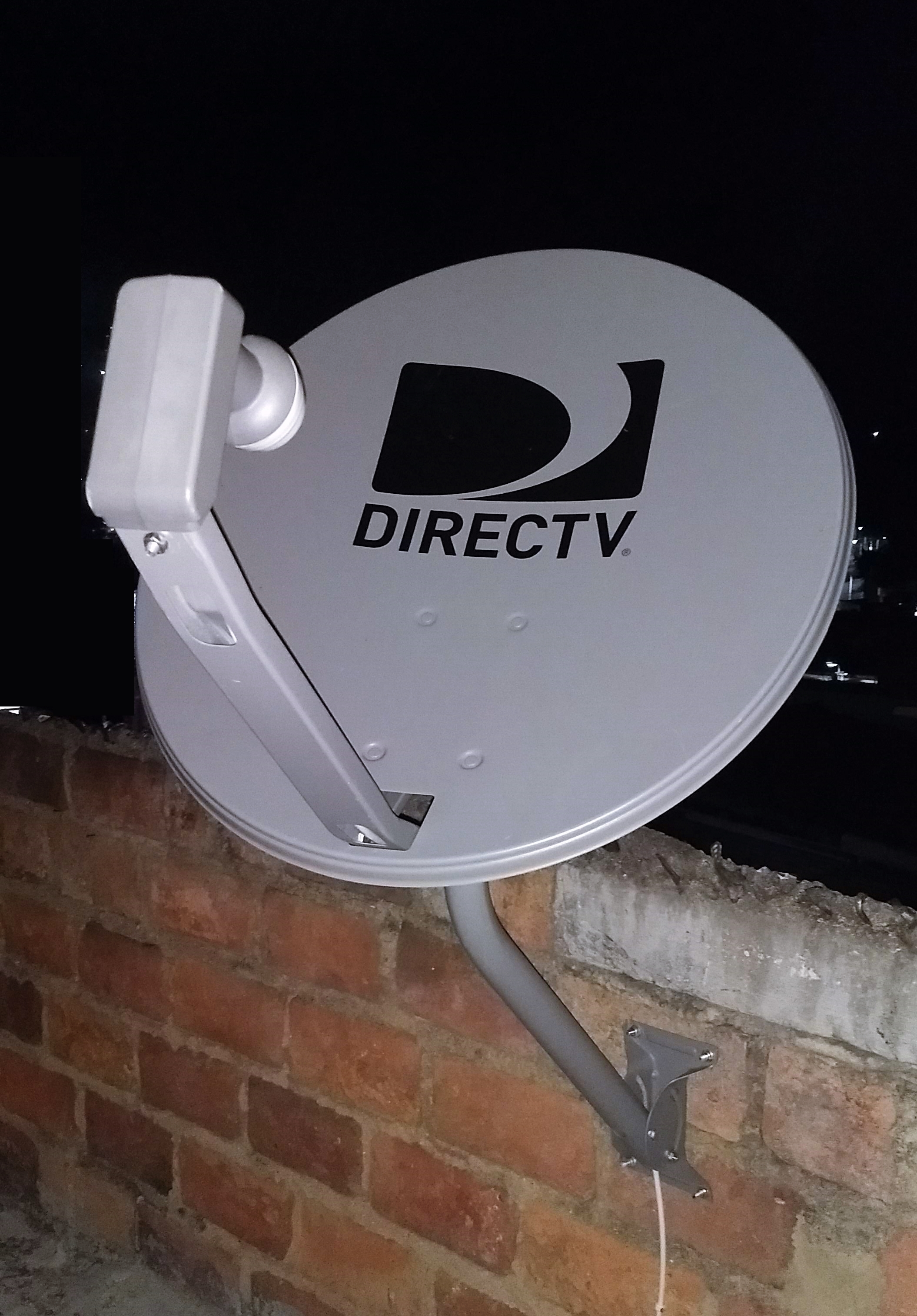

Una antena offset es un tipo de antena parabólica, aunque no es de forma parabólica propiamente dicha. Su forma es una sección de un reflector paraboloide de forma oval. La superficie de la antena ya no es redonda, sino oval y asimétrica (elipse). El punto focal no está montado en el centro del plato, sino a un lado del mismo (offset). Así, la ventaja de esta tecnología es que la superficie de la antena ya no estará sombreada por el LNB (desde el punto de vista del satélite).
Otra ventaja es la menor probabilidad de que la nieve se acumule sobre el plato, por tener menor inclinación que las de foco primario.La antena offset no parece orientada directamente al satélite como hace la de foco primario, sino que está inclinada unos 25° hacia abajo (casi en posición vertical). Sin embargo, un plato offset aparece como circular con el diámetro en horizontal a la vista del satélite.